# Llista d'asteroides/102701–102800
| Nom      | Designació provisional | Data de descobriment | Lloc de descobriment | Descobridor/s |
| -------- | ---------------------- | -------------------- | -------------------- | ------------- |
| 102701 - | 1999 VU86              | 7 de novembre, 1999  | Socorro              | LINEAR        |
| 102702 - | 1999 VY86              | 7 de novembre, 1999  | Socorro              | LINEAR        |
| 102703 - | 1999 VE87              | 6 de novembre, 1999  | Socorro              | LINEAR        |
| 102704 - | 1999 VO87              | 5 de novembre, 1999  | Socorro              | LINEAR        |
| 102705 - | 1999 VM88              | 4 de novembre, 1999  | Socorro              | LINEAR        |
| 102706 - | 1999 VT90              | 5 de novembre, 1999  | Socorro              | LINEAR        |
| 102707 - | 1999 VA91              | 5 de novembre, 1999  | Socorro              | LINEAR        |
| 102708 - | 1999 VB91              | 5 de novembre, 1999  | Socorro              | LINEAR        |
| 102709 - | 1999 VL91              | 5 de novembre, 1999  | Socorro              | LINEAR        |
| 102710 - | 1999 VM91              | 5 de novembre, 1999  | Socorro              | LINEAR        |
| 102711 - | 1999 VE93              | 9 de novembre, 1999  | Socorro              | LINEAR        |
| 102712 - | 1999 VQ93              | 9 de novembre, 1999  | Socorro              | LINEAR        |
| 102713 - | 1999 VT93              | 9 de novembre, 1999  | Socorro              | LINEAR        |
| 102714 - | 1999 VW93              | 9 de novembre, 1999  | Socorro              | LINEAR        |
| 102715 - | 1999 VZ93              | 9 de novembre, 1999  | Socorro              | LINEAR        |
| 102716 - | 1999 VZ94              | 9 de novembre, 1999  | Socorro              | LINEAR        |
| 102717 - | 1999 VO95              | 9 de novembre, 1999  | Socorro              | LINEAR        |
| 102718 - | 1999 VZ97              | 9 de novembre, 1999  | Socorro              | LINEAR        |
| 102719 - | 1999 VR98              | 9 de novembre, 1999  | Socorro              | LINEAR        |
| 102720 - | 1999 VW98              | 9 de novembre, 1999  | Socorro              | LINEAR        |
| 102721 - | 1999 VZ98              | 9 de novembre, 1999  | Socorro              | LINEAR        |
| 102722 - | 1999 VL99              | 9 de novembre, 1999  | Socorro              | LINEAR        |
| 102723 - | 1999 VM99              | 9 de novembre, 1999  | Socorro              | LINEAR        |
| 102724 - | 1999 VP99              | 9 de novembre, 1999  | Socorro              | LINEAR        |
| 102725 - | 1999 VE100             | 9 de novembre, 1999  | Socorro              | LINEAR        |
| 102726 - | 1999 VX100             | 9 de novembre, 1999  | Socorro              | LINEAR        |
| 102727 - | 1999 VF101             | 9 de novembre, 1999  | Socorro              | LINEAR        |
| 102728 - | 1999 VS101             | 9 de novembre, 1999  | Socorro              | LINEAR        |
| 102729 - | 1999 VX101             | 9 de novembre, 1999  | Socorro              | LINEAR        |
| 102730 - | 1999 VE102             | 9 de novembre, 1999  | Socorro              | LINEAR        |
| 102731 - | 1999 VJ102             | 9 de novembre, 1999  | Socorro              | LINEAR        |
| 102732 - | 1999 VV102             | 9 de novembre, 1999  | Socorro              | LINEAR        |
| 102733 - | 1999 VX103             | 9 de novembre, 1999  | Socorro              | LINEAR        |
| 102734 - | 1999 VB104             | 9 de novembre, 1999  | Socorro              | LINEAR        |
| 102735 - | 1999 VX104             | 9 de novembre, 1999  | Socorro              | LINEAR        |
| 102736 - | 1999 VE105             | 9 de novembre, 1999  | Socorro              | LINEAR        |
| 102737 - | 1999 VW105             | 9 de novembre, 1999  | Socorro              | LINEAR        |
| 102738 - | 1999 VM106             | 9 de novembre, 1999  | Socorro              | LINEAR        |
| 102739 - | 1999 VB107             | 9 de novembre, 1999  | Socorro              | LINEAR        |
| 102740 - | 1999 VJ107             | 9 de novembre, 1999  | Socorro              | LINEAR        |
| 102741 - | 1999 VX109             | 9 de novembre, 1999  | Socorro              | LINEAR        |
| 102742 - | 1999 VE111             | 9 de novembre, 1999  | Socorro              | LINEAR        |
| 102743 - | 1999 VJ111             | 9 de novembre, 1999  | Socorro              | LINEAR        |
| 102744 - | 1999 VO111             | 9 de novembre, 1999  | Socorro              | LINEAR        |
| 102745 - | 1999 VZ111             | 9 de novembre, 1999  | Socorro              | LINEAR        |
| 102746 - | 1999 VK113             | 9 de novembre, 1999  | Socorro              | LINEAR        |
| 102747 - | 1999 VB116             | 4 de novembre, 1999  | Kitt Peak            | Spacewatch    |
| 102748 - | 1999 VL117             | 9 de novembre, 1999  | Kitt Peak            | Spacewatch    |
| 102749 - | 1999 VY117             | 9 de novembre, 1999  | Kitt Peak            | Spacewatch    |
| 102750 - | 1999 VO119             | 3 de novembre, 1999  | Kitt Peak            | Spacewatch    |
| 102751 - | 1999 VR120             | 4 de novembre, 1999  | Kitt Peak            | Spacewatch    |
| 102752 - | 1999 VX121             | 4 de novembre, 1999  | Kitt Peak            | Spacewatch    |
| 102753 - | 1999 VB123             | 5 de novembre, 1999  | Kitt Peak            | Spacewatch    |
| 102754 - | 1999 VY123             | 5 de novembre, 1999  | Kitt Peak            | Spacewatch    |
| 102755 - | 1999 VX127             | 9 de novembre, 1999  | Kitt Peak            | Spacewatch    |
| 102756 - | 1999 VZ127             | 9 de novembre, 1999  | Kitt Peak            | Spacewatch    |
| 102757 - | 1999 VA128             | 9 de novembre, 1999  | Kitt Peak            | Spacewatch    |
| 102758 - | 1999 VK130             | 9 de novembre, 1999  | Catalina             | CSS           |
| 102759 - | 1999 VL130             | 9 de novembre, 1999  | Catalina             | CSS           |
| 102760 - | 1999 VG132             | 9 de novembre, 1999  | Kitt Peak            | Spacewatch    |
| 102761 - | 1999 VH133             | 10 de novembre, 1999 | Kitt Peak            | Spacewatch    |
| 102762 - | 1999 VX133             | 10 de novembre, 1999 | Kitt Peak            | Spacewatch    |
| 102763 - | 1999 VO135             | 7 de novembre, 1999  | Socorro              | LINEAR        |
| 102764 - | 1999 VF136             | 9 de novembre, 1999  | Socorro              | LINEAR        |
| 102765 - | 1999 VN136             | 9 de novembre, 1999  | Socorro              | LINEAR        |
| 102766 - | 1999 VQ136             | 9 de novembre, 1999  | Socorro              | LINEAR        |
| 102767 - | 1999 VZ136             | 12 de novembre, 1999 | Socorro              | LINEAR        |
| 102768 - | 1999 VC139             | 9 de novembre, 1999  | Kitt Peak            | Spacewatch    |
| 102769 - | 1999 VW139             | 10 de novembre, 1999 | Kitt Peak            | Spacewatch    |
| 102770 - | 1999 VK140             | 10 de novembre, 1999 | Kitt Peak            | Spacewatch    |
| 102771 - | 1999 VY141             | 10 de novembre, 1999 | Kitt Peak            | Spacewatch    |
| 102772 - | 1999 VT142             | 11 de novembre, 1999 | Kitt Peak            | Spacewatch    |
| 102773 - | 1999 VD144             | 11 de novembre, 1999 | Catalina             | CSS           |
| 102774 - | 1999 VH144             | 11 de novembre, 1999 | Catalina             | CSS           |
| 102775 - | 1999 VS144             | 13 de novembre, 1999 | Catalina             | CSS           |
| 102776 - | 1999 VZ144             | 13 de novembre, 1999 | Catalina             | CSS           |
| 102777 - | 1999 VH145             | 8 de novembre, 1999  | Socorro              | LINEAR        |
| 102778 - | 1999 VT145             | 9 de novembre, 1999  | Socorro              | LINEAR        |
| 102779 - | 1999 VN146             | 12 de novembre, 1999 | Socorro              | LINEAR        |
| 102780 - | 1999 VO147             | 13 de novembre, 1999 | Socorro              | LINEAR        |
| 102781 - | 1999 VO148             | 14 de novembre, 1999 | Socorro              | LINEAR        |
| 102782 - | 1999 VE151             | 14 de novembre, 1999 | Socorro              | LINEAR        |
| 102783 - | 1999 VK151             | 14 de novembre, 1999 | Socorro              | LINEAR        |
| 102784 - | 1999 VB152             | 9 de novembre, 1999  | Kitt Peak            | Spacewatch    |
| 102785 - | 1999 VW152             | 10 de novembre, 1999 | Kitt Peak            | Spacewatch    |
| 102786 - | 1999 VV153             | 13 de novembre, 1999 | Kitt Peak            | Spacewatch    |
| 102787 - | 1999 VN154             | 12 de novembre, 1999 | Kitt Peak            | Spacewatch    |
| 102788 - | 1999 VY154             | 13 de novembre, 1999 | Kitt Peak            | Spacewatch    |
| 102789 - | 1999 VJ156             | 12 de novembre, 1999 | Socorro              | LINEAR        |
| 102790 - | 1999 VH157             | 14 de novembre, 1999 | Socorro              | LINEAR        |
| 102791 - | 1999 VR157             | 14 de novembre, 1999 | Socorro              | LINEAR        |
| 102792 - | 1999 VN158             | 14 de novembre, 1999 | Socorro              | LINEAR        |
| 102793 - | 1999 VO158             | 14 de novembre, 1999 | Socorro              | LINEAR        |
| 102794 - | 1999 VZ158             | 14 de novembre, 1999 | Socorro              | LINEAR        |
| 102795 - | 1999 VA163             | 14 de novembre, 1999 | Socorro              | LINEAR        |
| 102796 - | 1999 VB163             | 14 de novembre, 1999 | Socorro              | LINEAR        |
| 102797 - | 1999 VE165             | 14 de novembre, 1999 | Socorro              | LINEAR        |
| 102798 - | 1999 VF165             | 14 de novembre, 1999 | Socorro              | LINEAR        |
| 102799 - | 1999 VO165             | 14 de novembre, 1999 | Socorro              | LINEAR        |
| 102800 - | 1999 VS165             | 14 de novembre, 1999 | Socorro              | LINEAR        |